# 水磨沟镇
水磨沟镇，是中华人民共和国四川省广元市朝天区下辖的一个乡镇级行政单位。2019年12月，撤销马家坝乡、青林乡，设立水磨沟镇，以原马家坝乡和原青林乡所属行政区域为水磨沟镇的行政区域。

## 行政区划
水磨沟镇下辖以下地区：
康乐村、清凉村、茅垭村、葛家村、庙垭村和银光村。